# Life of Pi
Life of Pi er en amerikansk film fra 2012 instrueret af Ang Lee, og baseret på roman af den canadiske forfatter Yann Martel fra 2001.